# Xi Sheng Mo
Xi Sheng Mo (chinês: 席勝魔; cerca de 1836 a 1896) também conhecido como Pastor Hsi, foi um líder cristão chinês.

## Vida
Ele nasceu Xi Zizhi em uma vila perto de Linfen, tornou-se um estudioso confucionista, e, depois de sua conversão ao cristianismo, mudou seu nome para Shengmo ou Conquistador de Demônios. Tendo sido ele próprio um viciado em ópio, ele lançou um ministério aos viciados em ópio em muitos locais sobre uma área considerável. Há mais escritos sobre Xi do que qualquer outro protestante chinês do século XIX, em grande parte devido à biografia em dois volumes escritos sobre ele por Geraldine Taylor da Missão do Interior da China.
David Hill, um missionário metodista inglês, foi instrumental na introdução de Xi ao cristianismo. Depois de sua conversão, Pastor Xi construiu os seus próprios medicamentos feitos de morfina para tratar viciados em ópio e muitas pessoas doentes foram trazidas a ele para a cura. A oração foi um fator importante em seus tratamentos e numerosas recuperações foram consideradas milagrosas:
Nessa época, eu ainda fumava ópio. Tentei romper com isso por meio da medicina nativa, mas não consegui; pelo uso da medicina estrangeira, mas não consegui. Finalmente vi, na leitura do Novo Testamento, que havia um Espírito Santo que poderia ajudar os homens. Eu orei a Deus para me dar o Seu Espírito Santo. Ele fez o que o homem e a medicina não podiam fazer; Ele me permitiu romper com o fumo de ópio. Então, meus amigos, se vocês gostariam de romper com o ópio, não dependam da medicina, não se inclinem ao homem, mas confiem em Deus. (testemunho oral transcrito de Xi de "Dias de Bênçãos no continente da China")
Xi também escreveu inúmeros hinos cristãos chineses, que foram considerados mais ao gosto da população local do que os hinos introduzidos pelos missionários. Mas a coisa mais notável sobre ele era talvez a maneira como ele liderou a obra missionária cristã em sua área. O padrão geral era, para os cristãos ocidentais, entrar em uma área, erguer igrejas e, em seguida, treinar as pessoas locais, pastores e evangelistas. Xi Shengmo tomou conta do trabalho com tal habilidade e energia que os missionários ficaram de lado, em grande medida, quando ele estabelecia clínicas e igrejas. Uma das cidades onde trabalhou foi em Shansi (moderna Huaxian); depois de seu tempo com Mildred Cable, Evangeline e Francesca French trabalharam lá como missionárias por 21 anos, até que saíram em 1923. "As ramificações da Igreja, sob a direção pastoral chinesa, em sucessão imediata à fundação como colocada pelo Pastor Hsi... foram a alegria e satisfação de toda a comunidade". (Através de Jade Gate e da Ásia Central; Por M. Cable & F. French, p. 16).

## Ligações Externas
- Xi Shengmo – Página Biográfica no site Ore Pela China (em inglês).